# Pepita de Oliva
Pepita de Oliva, även kallad Josefa de la Oliva som artistnamn, född Josefa Durán y Ortega 1830 i Madrid, avliden 1 mars 1871 i Turin, var en spansk balettdansös, främst verksam i Tyskland.

## Biografi

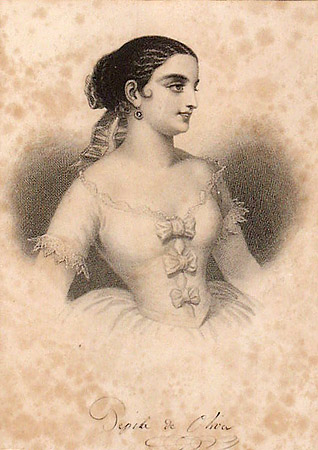
Pepita de Oliva, illustration av August Weger (1823-1892)

Pepita de Oliva, "olivkärnan", är hennes smeknamn: som artist gick hon ofta under namnet Josefa de la Oliva, som hon fick genom ett kortare äktenskap i ungdomen, men hon föddes som Josefa Durán y Ortega.
Hon blev medlem av Madrids balettkompani och flyttade 1852 till Tyskland, där hon först gjorde succé i Stuttgart. Genom följande succéer i Leipzig och i Berlin 1853 etablerade hon sig i Tyskland, och gjorde bejublade framträdanden på alla de större tyska dansscenerna. Under sin tid i Berlin bodde hon i en herrgård i Hakenfelde väster om staden.
I München gjorde hon i februari 1856 sitt första framträdande som Fenella i Daniel-François-Esprit Aubers Den stumma från Portici.
Pepitamarschen av Carl Neumann, Pepita-Polka av Johann Strauss den yngre och textilmönstret pepitarutor är uppkallade efter henne.

## Familj
I ungdomen ingick hon ett kortare äktenskap med Jean Antonio Gabriel de Oliva, men paret separerade efter endast något år.
Pepita hade ett i samtiden uppmärksammat förhållande och flera utomäktenskapliga barn med den brittiske diplomaten Lionel Sackville-West, 2:e baron Sackville; hennes son Ernest Henri Jean Baptiste Sackville-West, gjorde anspråk på arvsrätten till barontiteln med hänvisning till att föräldrarna skulle ha ingått ett hemligt äktenskap under 1860-talet. Anspråket tillbakavisades av en brittisk domstol 1910 efter en mycket omskriven rättsprocess, med hänvisning till att Jean Antonio Gabriel de Oliva, Pepitas förste make, fortfarande levde vid sonens födelse. Hennes dotter Victoria ingick äktenskap med baronens arvinge, den 3:e baronen, som var hennes kusin. Pepita blev därmed mormor till författaren och poeten Vita Sackville-West, Victorias dotter, som bland annat författade en biografi över Pepita. Även den nuvarande baronen, Robert Sackville-West, 7:e baron Sackville, har författat en biografi över sin föregångares kärlekshistoria och dess följder för familjen.